# Шта је то у твојим венама
Шта је то у твојим венама, също познат и като Кукавица е петият албум на Цеца, издаден през 1993 година от Јувекомерц. Съдържа 9 песни.

## Песни
1. Шта је то у твојим венама
2. Попиј ме као лек
3. Опрости ми сузе
4. Жарила сам жар
5. Устани, буди се
6. Што сам тако забораван
7. Заборави
8. Месец, небо, звездице
9. Кукавица

Текст на песни 1,2,3,5,6,8,9 – Марина Туцакович, текст и музика на песни 4,7 - Един Дервишхалидович. Музика на песни 1,2,3,5,6,9 – Александър Радулович-Фута, музика на песен 8 – Зоран Д. Живанович и Радован Йовичевич. Аранжимент на всички песни – А.Радулович-Фута.